# Deutsche Meisterschaften 1949
Als Deutsche Meisterschaft(en) 1949 oder DM 1949 bezeichnet man folgende Deutsche Meisterschaften, die im Jahr 1949 stattgefunden haben:
- Deutsche Meisterschaften im Bahnradsport 1949
- Deutsche Basketballmeisterschaft der Frauen 1949
- Deutsche Feldhandball-Meisterschaft 1949
- Deutsche Handballmeisterschaft 1949 – Interzonenmeisterschaft
- Deutsche Leichtathletik-Meisterschaften 1949
- Deutsche Nordische Skimeisterschaften 1949
- Deutsche Ringermeisterschaften 1949
- Endrunde der Deutschen Mannschaftsmeisterschaft im Schach 1949
- Deutsche Schwimmmeisterschaften 1949
- Deutsches Meisterschaftsrudern 1949
- Deutsche Tischtennis-Meisterschaft 1949

Siehe auch: 
- Ostzonen-Einzelmeisterschaft im Schach 1949
- Ostzonen-Mannschaftsmeisterschaft im Schach 1949
- Ostzonen-Eishockeymeisterschaft 1949
- Ostzonen-Meisterschaften im Feldfaustball 1949
- Meisterschaften der Ostzone im Bahnradsport 1949
- DDR-Ringermeisterschaften 1949
- DDR-Meisterschaften im Gewichtheben 1949
- Wintersportmeisterschaften der Sowjetischen Besatzungszone 1949